# Framingham
Pronunciação
Framingham é uma cidade localizada no condado de Middlesex, no estado estadounidense de Massachusetts. No Censo de 2020 tinha uma população de 72.362 habitantes e uma densidade de 1.115,61 pessoas por km².

## História
Framingham localiza-se no antigo caminho conhecido como Old Connecticut Path. O primeiro assentamento teve lugar quando John Stone se acomodou na orla oeste do rio Sudbury em 1647. Em 1660, o juiz Thomas Danforth, conhecido pelo Salem Witch Trials, um servidor público da colónia da baía, anteriormente de Framlingham, Suffolk (Inglaterra), recebeu uma concessão de terra da "Danforth's Farms" e começou a acumular terras acima de 61 km². Danforth opôs-se vigorosamente às petições para a incorporação da cidade, que foi incorporada oficialmente em 1700, sendo a sua morte no ano anterior. Não se sabe o porquê do desaparecimento da "L" no nome da nova cidade. A primeira igreja foi organizada em 1701, contrataram ao primeiro professor em 1706, e a primeira escola permanente em 1716.
Em 22 de fevereiro de 1775, o general britânico Thomas Gage enviou dois oficiais e um homem alistado fora de Boston para examinar a rota a Worcester (Massachusetts). Em Framingham esses espiões pararam na taberna Buckminster's Tavern. Olharam a assembleia da milícia da cidade fora do edifício, ficando impressionados pela quantidade de homens reunidos e também a sua disciplina. No entanto a totalidade da companhia entrou na taberna após a sua observação, e os oficiais implicados passaram despercebidos e continuaram em sua missão no dia seguinte.

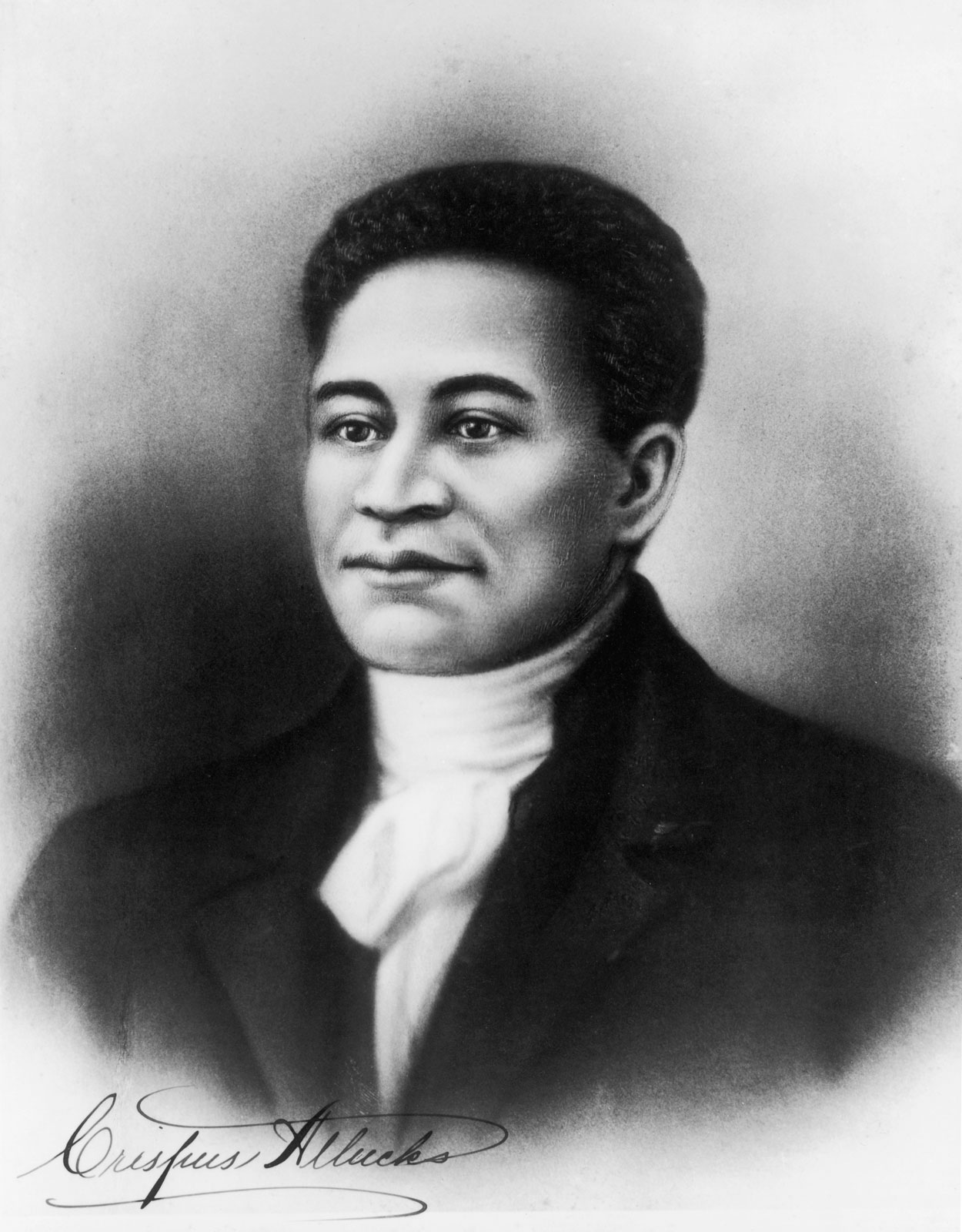
Crispus Attucks, de Framingham, foi a primeira pessoa morta na luta pela independência estadounidense

Gage não pediu uma marcha ao longo dessa rota, em lugar pediu as tropas a Concord (Massachusetts) nos dias 18 a 19 de abril. Framingham enviou a duas companhias da milícia que somavam cerca de 130 homens nas batalhas de Lexington e Concord que seguiram; um desses homens era ferido.
A localidade de Framingham integra-se desde 1948 num estudo relativo às doenças cardiovasculares. Esta localidade foi elegida por, o Instituto Nacional do Coração, os Pulmões e o Sangue (NHLBI) de Bethesda, pela sua perfeita representatividade da população estadounidense. Este estudo desde então tem dado a volta do mundo.

## Geografia
Segundo a Departamento do Censo dos Estados Unidos, Framingham tem uma superfície total de 68,64 km², da qual 64,85 km² correspondem a terra firme e 3,79 km² (5,52 %) é água.

## Demografia
Segundo o censo de 2020, tinha 72.362 pessoas residindo em Framingham. A densidade populacional era de 1.115,61 hab./km². Dos 72.362 habitantes, Framingham estava composto pelo 51,7%% brancos,  6,4 % eram afro-americanos, 0,4% eram ameríndios, 7,2% eram asiáticos, 14,2% eram de outras raças e 16,5 % pertenciam a duas ou mais raças. Do total da população, o 18,7% eram hispanos ou latinos de qualquer raça.

### Cultura
- Amazing Things Arts Center[7]
- Framingham Community Theater[8]
- Framingham History Center (anteriormente the Framingham Historical Society and Museum)[9]
- The Danforth Museum[10]
- Performing Arts Center of Metrowest

### Pontos de interesse
- Garden in the Woods, administrado pela New England Wild Flower Society e ademais sede desta organização,[11] é um jardim botânico que alberga a maior colecção de plantas de flor silvestres nativas da Nova Inglaterra. Localiza-se em Nobscot, próximo da Hemenway Road.

## Educação
As Escolas Públicas de Framingham gere as escolas públicas.

## Nativos e residentes notáveis

Christa McAuliffe (1948-1986), a primeira maestra no espaço, cresceu na cidade de Framingham.

### Políticos
- Crispus Attucks (1723-1770), afroestadounidense morto na Massacre de Boston (5 de março de 1770)[12]

### Desportos
- Toby Kimball, jogador da NBA pelos Boston Celtics, San Diego Rockets, Milwaukee Bucks, Kansas City Kings, Philadelphia 76ers, e os New Orleans Jazz[13]

### Artes e ciências
- Ezra Ames (1768-1836), pintor de retratos no século XVIII e século XIX[14]

## Cidades fraternizadas
- Lomonosov[15]
- Governador Valadares, Brasil[16]